# CLS Holdings
CLS Holdings plc är ett stort brittiskt fastighetsbolag. Bolaget är noterat på London Stock Exchange och kontrollerar ett fastighetsbestånd värt cirka 877 miljoner pund årsskiftet 2010. Bolaget har sitt största fastighetsbestånd i Storbritannien men även innehav i Sverige, Tyskland och Frankrike. I Sverige är enda innehavet Vänerparken. Bland tidigare svenska innehav finns Solna business park i Solna som såldes 2006. 
Ett av CLS Holdings mindre nuvarande innehav är ett ägande av 20% av aktierna i Nyheter24-Gruppen. 
Huvudägare är Schweizbaserade svensken Sten Mörtstedt.